# Direktörn söker nattlogi
Direktörn söker nattlogi är en amerikansk komedifilm från 1944 i regi av Sidney Lanfield.

## Rollista
- Paulette Goddard - Jane Rogers
- Fred MacMurray - Lee Stevens
- Edward Arnold - Todd
- Hillary Brooke - Alice Todd
- Roland Young - Ira Cromwell
- Anne Revere - Harriet Cromwell
- Clarence Colb - Glen Ritchie
- Isabel Randolph - Jane Ritchie
- Porter Hall - Hugo Farenhall